# Плотность нефти
Пло́тность не́фти (объёмная ма́сса) изменяется в пределах 730—1040 кг/м³. На практике для её измерения чаще используют единицы измерения грамм на кубический сантиметр (г/см³) и соответственно плотность нефти колеблется в пределах 0,730—1,040 г/см³. Наиболее распространенные величины плотности нефти — 0,82-0,90 г/см³.
По плотности выделяются несколько классов сырой нефти:
- супер лёгкая — до 0,78 г/см³ - super light — выше 50 в градусах API  - газовый конденсат (например - Алжирский конденсат группы Ин-Аменас);
- сверх лёгкая — 0,78-0,82 г/см³ - extra light — 41,1-50 в градусах API  (например - Казахстанский Тенгиз, Саудовский Шайба);
- лёгкая — 0,82-0,87 г/см³ - light — 31,1-41,1 в градусах API;
- средняя — 0,87-0,92 г/см³ - medium — 22,3-31,1 в градусах API;
- тяжёлая — 0,92-1 г/см³ - heavy — 10-22,3 в градусах API;
- сверх тяжёлая — более 1 г/см³ - extra heavy — до 10 в градусах API   - битум.

Для нефти низкой плотности характерно преобладание метановых углеводородов, низкое содержание смолисто-асфальтеновых компонентов, во фракционном отношении — высокое содержание бензиновых и керосиновых фракций.
Тяжёлые нефти имеют повышенную концентрацию смолисто-асфальтеновых компонентов.
В США плотность нефти измеряется в градусах API (от англ. American Petroleum Institute (API) — Американский институт нефти): высокие значения API соответствуют низким значениям плотности нефти.

## Сравнение плотностей нефти в разных месторождениях мира
| Название месторождения | Страна                                  | Плотность нефти на единицах г/см³ | Плотность в градусах API | К какой марке нефти относится | Нефтегазоносный бассейн          |
| ---------------------- | --------------------------------------- | --------------------------------- | ------------------------ | ----------------------------- | -------------------------------- |
| Группа Ин-Аменас       | Флаг Алжира                             | 0,714                             | 68,7                     | Algerian Condensate           | Алжирская Сахара                 |
| Баю-Ундан              | Флаг Австралии · Флаг Восточного Тимора | 0,796                             | 55,9                     | Bayu Undan                    | Тиморское море                   |
| Тенгиз                 | Флаг Казахстана                         | 0,789                             | 52                       | Tengiz Light                  | Западный Казахстан               |
| Южная Кишма            | Флаг Сирии                              | 0,792                             | 47                       |                               | Сирия                            |
| Усеберг                | Флаг Норвегии                           | 0,836                             | 37,8                     | Oseberg Blend                 | Норвежский сектор Северного моря |
| Прадхо-Бей             | Флаг США                                | 0,844                             | 35                       |                               | Северная Аляска                  |
| Аль-Гавар              | Флаг Саудовской Аравии                  | 0,85                              | 34                       | Arab Light                    | Персидский залив                 |
| Самотлорское           | Флаг России                             | 0,85                              | 34                       | Urals                         | Западная Сибирь                  |
| Ахваз                  | Флаг Ирана                              | 0,865                             | 32                       | Iran Heavy                    | Персидский залив                 |
| Кизомба                | Флаг Анголы                             | 0,881                             | 29                       | Hungo Blend                   | Ангола                           |
| Марлин                 | Флаг Бразилии                           | 0,937                             | 19,6                     | Marlim                        | Эспирито-Санто                   |
| Ардмор                 | Флаг Ирландии                           | 0,960                             | 16                       |                               | Кельтское море                   |
| Атабаска               | Флаг Канады                             | 0,975                             | 14                       |                               | Альберта                         |
| Баре                   | Флаг Венесуэлы                          | 1,037                             | 5                        |                               | Ориноко                          |